# Kosakenkreuz

Das Kosakenkreuz

Das Kosakenkreuz (ukrainisch Козацький хрест) ist ein vom Templerkreuz abgeleitetes Symbol des Kosakentums, des Saporoger Kosakenheers, des ukrainischen Rittertums und der ukrainischen Streitkräfte.
Das Kosakenkreuz ist beispielsweise auf Siegelringen des Saporoger Kosakenheers und auf Wappenbannern und anderen Flaggen der Kosaken und auf Wappen der Kosaken-Regimente abgebildet. Heutzutage dient es als Symbol der ukrainischen Streitkräfte, des Sicherheitsdienst der Ukraine, des Staatlichen Grenzschutzdienstes der Ukraine und des Staatlichen Dienst für Notfallsituationen.
Zudem ziert das Kreuz viele Wappen und Flaggen der Oblaste, der Rajone und Städte in der Ukraine.
Verschiedene Variationen des Kosakenkreuzes wurden außerdem als Motiv für staatliche Auszeichnungen der Ukraine, des Staatlichen Dienst für Notfallsituationen, des Verteidigungsministeriums der Ukraine, des Staatlichen Grenzschutzdienstes der Ukraine und des Sicherheitsdienstes der Ukraine verwendet.
Aufgrund der Stärke und Tapferkeit, welche das Kreuz symbolisieren soll, entwickelte sich eine mittlerweile alte Tradition, Grabsteine in Form eines Kosakenkreuzes aufzustellen. Diese sollen in vielen Fällen die Menschen ehren, die im Kampf für die Ukraine ihr Leben gelassen haben oder um an berühmte Ukrainer zu gedenken (z. B. Taras Schewtschenko, Wjatscheslaw Tschornowil, Kost Hordijenko).
Die Gedenkstätte, welche an die während der Stalinschen Säuberungen von NKWD ermordeten Ukrainer in Sandarmoch erinnern soll, verwendet ein Kosakenkreuz.
Während der ukrainischen Gegenoffensive in der Ostukraine im September 2022 wurde ein dem Kosakenkreuz ähnliches Kreuz auf den Militärfahrzeugen angebracht und wurde zu einem beliebten Symbol der ukrainischen Gegenoffensive.

## Verwendung

Ukrainische Streitkräfte
Staatlicher Grenzschutzdienst der Ukraine
Sicherheitsdienst der Ukraine
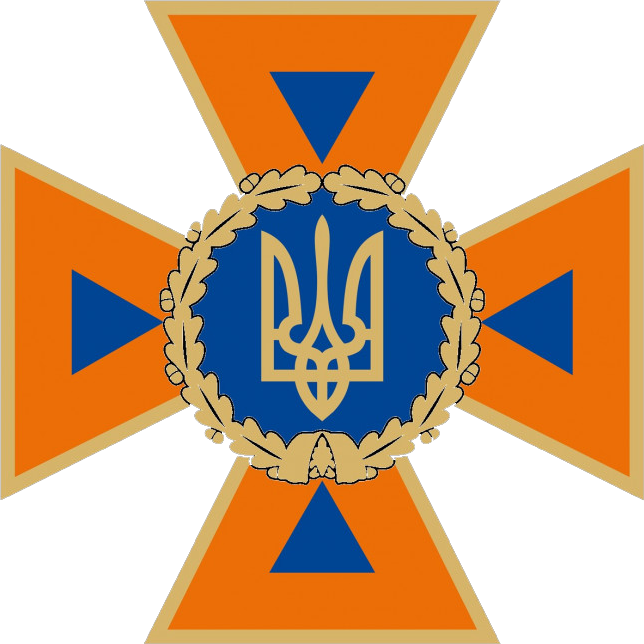
Staatlicher Dienst für Notfallsituationen
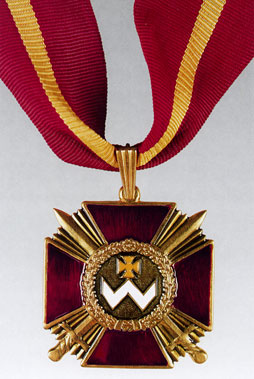
Bohdan-Chmelnyzkyj-Orden
Bohdan Chmelnyzkyj Familienwappen
Pawlo Teterja Familienwappen
Petro Doroschenko Familienwappen
Flagge der Oblast Poltawa
Flagge der Rajon Jahotyn in der Oblast Kiew
Wappen der Oblast Riwne
Wappen der Oblast Winnyzja
Wappen der Stadt Sinkiw
Wappen der Rajon Nowosanzhar in der Oblast Poltawa
Wappen der Woiwodschaft Karpatenvorland (Polen)
Wappen der Stadt Asow (Russland)
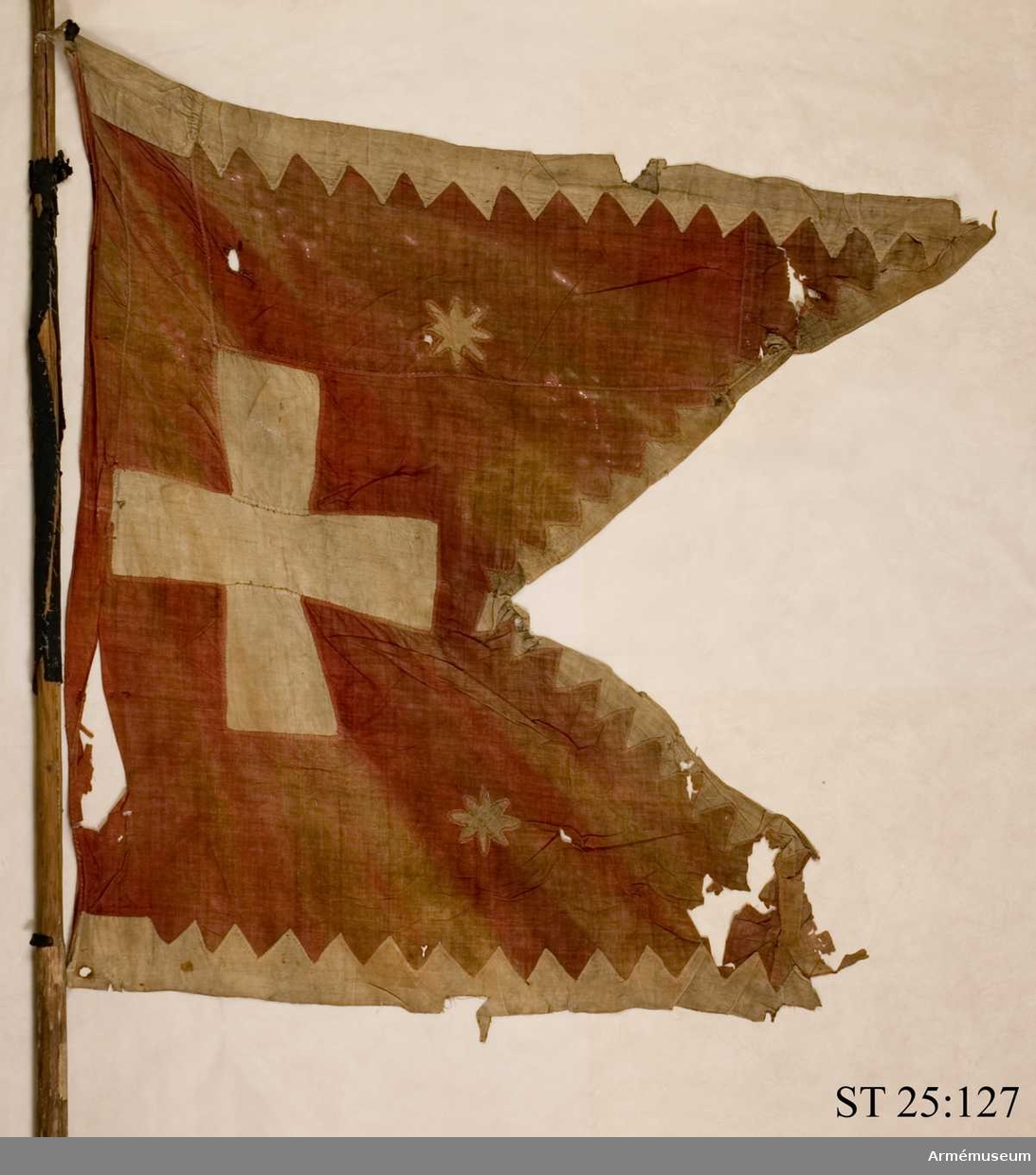
Flagge der Kosaken aus dem Jahr 1651 ausgestellt im Armémuseum in Stockholm
Wasyl Kuk Grab, Gedenkstätte für Soldaten der Ukrainischen Aufstandsarmee und Maidan-Opfer in Krasne
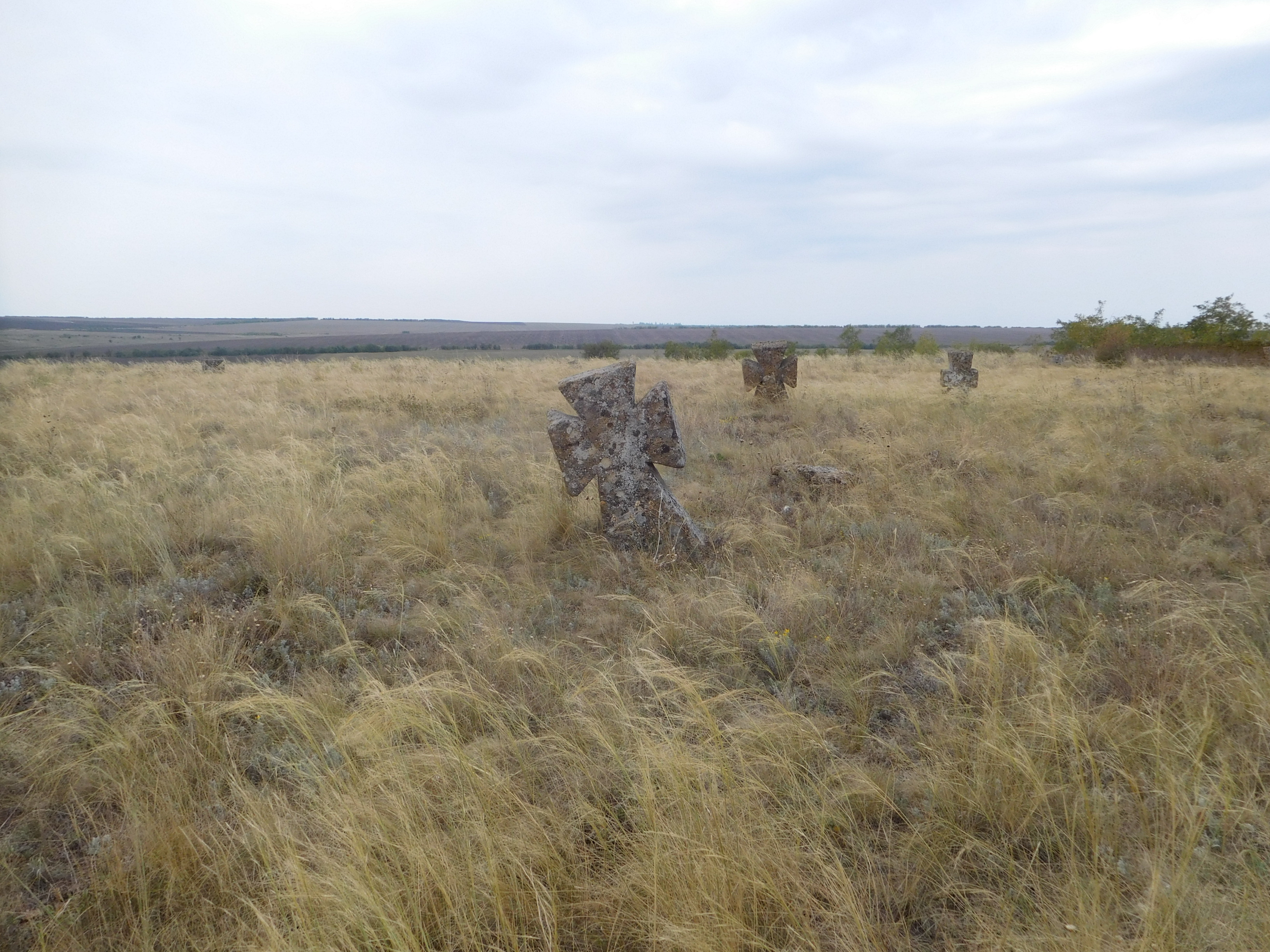
Kosakenfriedhof in Wasyliwka in der Oblast Odessa
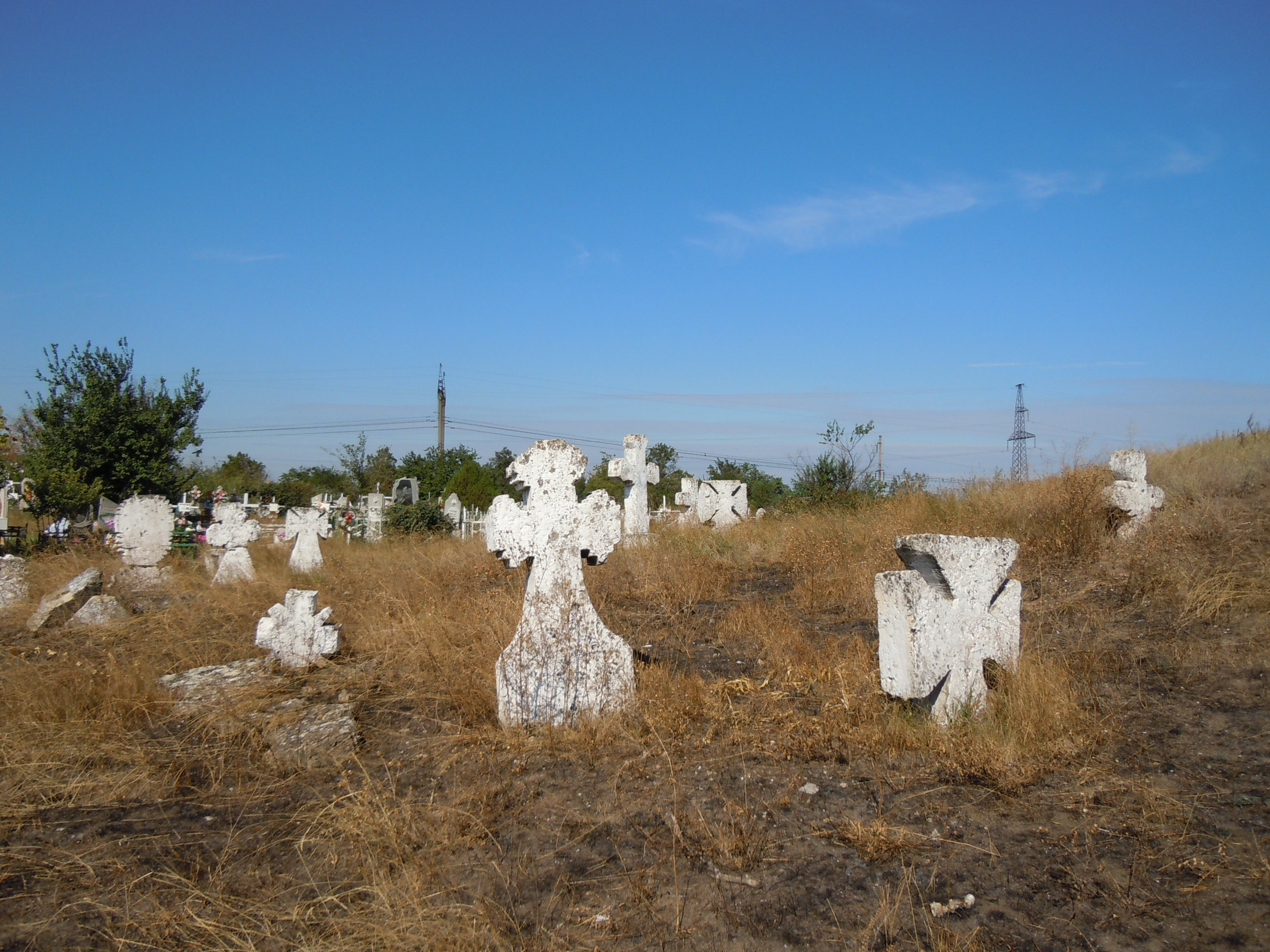
Kosakenfriedhof in Ussatowe in der Oblast Odessa